# Stanislas Batchi
Stanislas Batchi Boussanzi est un homme politique et diplomate congolais, né le 21 avril 1936 à Diosso et mort le 24 avril 2003 à Pointe-Noire.

## Formation et carrière professionnelles
Stanislas Batchi est licencié en lettre du Centre d'enseignement supérieur de Brazzaville (CESB) et polyglotte. 
De retour de France, où il a passé son enfance auprès de son parrain, le député Jean Félix-Tchicaya, il commence sa carrière professionnelle par le métier de cheminot du Chemin de fer Congo-Océan.  Plus tard, il s'oriente vers l'enseignement en passant un concours d'enseignant.
Stanislas Batchi exercera dans le nord du Congo à Makoua, Kéllé. ou Divénié. De retour à Brazzaville, après un concours, il enseigne dans les collèges et dans les lycées. 
Deux ans après la révolution socialiste des Trois glorieuses (13, 14 et 15 août 1963), qui débouche sur la chute du régime de Fulbert Youlou, le gouvernement congolais décide de nationaliser l'enseignement. Le lycée Chaminade, propriété de la congrégation des sœurs Marianistes, est appelé dorénavant Lycée "Drapeau rouge".
Lors de la rentrée scolaire 1966-1967, Stanislas Batchi devient proviseur de ce lycée et remplace à ce poste Jean-Pierre Thystère Tchicaya. Il instaure l'obligation du port de l'uniforme pour les filles et les garçons, afin que tous les élèves soient sur le même pied.

## Carrière politique
À la suite de la prise de pouvoir par les militaires progressistes emmenés par Marien Ngouabi en décembre 1968, une cour de justice révolutionnaire de justice est mise en place. Elle avait compétence pour juger les responsables des troubles portant atteinte à l'ordre public et à la sûreté intérieure de l'Etat depuis le 15 août 1963. Stanislas Batchi, dit le "Procureur Rouge" devient président du Tribunal populaire,,. Il termine sa carrière en tant que Préfet de la ville de Pointe-noire

## Carrière diplomatique
Stanislas Batchi a été ambassadeur extraordinaire et plénipotentiaire, notamment en URSS en 1968 , en Algérie en 1970 et aux États-Unis en 1985,,.

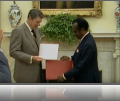
Son excellence Stanislas Batchi Busanzi, ambassadeur de la république du Congo aux États-Unis d'Amérique présentant ses lettres de créances au président républicain Ronald Reagan

## Hommages
Une rue porte le nom de Stanislas Batchi dans le quartier de Tchibamba dans l'arrondissement 1 Lumumba de Pointe-Noire.